# Jurij Srieczinski
Jurij Siergiejewicz Srieczinski, ros. Юрий Сергеевич Сречинский (ur. 6 stycznia 1909 w Harbinie, zm. 23 lutego 1976 w Nowym Jorku) – rosyjski działacz emigracyjny, członek Zarządu do Spraw Rosyjskich Emigrantów we Francji, a następnie oficer Sił Zbrojnych Komitetu Wyzwolenia Narodów Rosji podczas II wojny światowej, publicysta i pisarz.
W styczniu 1920 r. jego rodzina ewakuowała się z Noworosyjska do Egiptu. W obozie dla uchodźców J. S. Srieczinski był członkiem oddziału skautów. Po śmierci ojca wraz z matką wyjechał do Francji, gdzie ukończył szkołę średnią. Pod koniec lat 20. wstąpił do Bractwa Prawdy Rosyjskiej (BRP). Po likwidacji miejscowego oddziału BRP we wrześniu 1932 r., przeszedł do Narodowo-Ludowego Związku Nowego Pokolenia (NTSNP). W 1939 r. został zmobilizowany do armii francuskiej. Uczestniczył latem 1940 r. w przegranej wojnie z Niemcami, ale udało mu się uniknąć niewoli. W 1941 r. został członkiem Zarządu do Spraw Rosyjskich Emigrantów we Francji, reprezentującego interesy białej emigracji rosyjskiej wobec niemieckich władz okupacyjnych Francji. Działał jednocześnie w kółku młodzieżowym Św. Włodzimierza, prowadząc kursy szkoleniowe dla Białych Rosjan wysyłanych na okupowane obszary ZSRR. Jesienią 1943 r. jako szofer w firmie budowlanej został wysłany do okupowanego Kijowa. Nie popierał polityki wschodniej władz III Rzeszy. Pod koniec 1944 r. wstąpił do nowo formowanych Sił Zbrojnych Komitetu Wyzwolenia Narodów Rosji (KONR). Pod koniec wojny dostał się do niewoli amerykańskiej. Uniknął deportacji do ZSRR. Zamieszkał w Monachium, gdzie pracował jako zecer. Następnie utworzył własne niewielkie wydawnictwo. Po pewnym czasie wyemigrował do USA. Otrzymał pracę w redakcji pisma „Nowoje russkoje słowo” w Nowym Jorku. Wkrótce zaczął pisać do niego artykuły dotyczące historii Rosji. W 1974 r. objął funkcję zastępcy redaktora naczelnego pisma. W tym samym roku napisał książkę pt. Kak my pokorialiś. Cena Oktiabria. Był też autorem broszury pt. Uczastije inostrancew w Oktiabr'skoj riewolucyi i Grażdanskoj wojnie w Rossii.